# Antonio Baldissera
Antonio Baldissera (Padova, 27 maggio 1838 – Firenze, 8 gennaio 1917) è stato un generale italiano, capo delle truppe italiane in Eritrea nel 1888.

## Biografia
Antonio Gio Battista Baldissera nasce a Montà di Padova il 27 maggio 1838 da Antonio e Maddalena Marini, entrambi originari di Gemona del Friuli.
Rimasto presto orfano del padre, la madre lo inviò a Udine dove frequentò le scuole primarie grazie all'interessamento dell'arcivescovo Zaccaria Bricito. A sua volta, il prelato lo raccomandò all'imperatrice d'Austria Maria Anna, la quale ne favorì l'entrata nella prestigiosa accademia militare di Wiener Neustadt il 29 ottobre 1849, all'età di appena 11 anni.
Compiuto il regolare corso di studi e superati gli esami, inizia la sua brillante carriera militare nel Reggimento della fanteria di linea arciduca Ranieri Nº 59, dove entra col grado di sottotenente di prima classe nel 1857. Promosso sottotenente di seconda classe, avanza a primo tenente il 27 maggio 1859, quando la guerra contro il Piemonte ed i suoi alleati francesi è già scoppiata. La sua esemplare condotta tenuta nel corso dei combattimenti lungo il fiume Sesia, come ufficiale di stato maggiore aggiunto al 7º Corpo d'armata, viene premiata, sebbene a posteriori, con la concessione della croce al merito militare (Ordine d'Armata Nº 46 del 17 dicembre 1859).
Passato effettivo nel Corpo di stato maggiore generale e promosso capitano di seconda classe il 20 luglio 1859, entra nel 7º Battaglione cacciatori da campo il 1º luglio 1860 dove avanza di prima classe nel 1864. Con questo grado partecipa alla breve campagna del 1866 in Italia, aggregato allo stato maggiore del Corpo d'armata del luogotenente maresciallo di campo Maroičić. La sua buona prova nell'espletamento di questo suo incarico a Custoza, gli vale il sovrano riconoscimento di lode. Nell'ultima parte del conflitto viene trasferito al 37º Battaglione cacciatori ma poi rientra nei ranghi del 7º Battaglione.
All'atto della cessione del Veneto all'Italia viene esentato dal giuramento di fedeltà all'imperatore e passa in forza al Regio Esercito dove si distingue per rigore e professionalità. Tenne il comando militare anche a Firenze nell'ex convento di Santa Caterina, sulla parete esterna del quale gli è dedicata una lunga lapide, illuminata giorno e notte.
Il 25 settembre 1879 sposa Luisa Mariani e nascono due figlie: Camilla (Clelia), che in seguito sposa Nico Castellini, e Letizia (Lete), che in seguito sposa Giorgio Tondani.
Comandò da Colonnello nel 1886 il 7º Reggimento bersaglieri di stanza a Firenze e da qui raggiunge l'Eritrea, inquadrato nei ranghi della colonna Asinari di San Marzano. Quando il Di San Marzano abbandona il comando gli subentra, coi gradi da generale di brigata, con l'incarico di riorganizzare la colonia. Rientrato in Italia riceve l'incarico di sostituire Oreste Baratieri alla fine di febbraio del 1896. Pur in procinto di essere sostituito al comando, Baratieri attaccò le forze etiopiche mentre Baldissera era in viaggio su Suez. Dal 4 marzo 1896 (all'indomani della sconfitta di Adua) Baldissera divenne governatore generale dell'Eritrea italiana riuscendo a fermare l'avanzata delle forze etiopiche.
Fu nominato senatore del Regno nel 1904.
Morì a Firenze l'8 gennaio 1917. È sepolto nel cimitero di Soffiano.

## Intitolazioni
- La città di Torino gli ha dedicato una piazza nella zona nord, già sede della demolita stazione di Torino Dora ed ora importante snodo di traffico urbano
- A Firenze si trova la caserma Antonio Baldissera
- A lui è dedicato uno dei 229 busti di italiani illustri che ornano la passeggiata del Pincio a Roma
- La città di Udine gli ha dedicato una via nel cuore del suo centro
- nel 1935 gli fu intitolato il V gruppo carri veloci, costituito e mobilitato per la guerra d’Etiopia con ufficiali di cavalleria e truppa in congedo del Reggimento carri armati